# Wolfgang Nening
Wolfgang Nening (* 23. Oktober 1966 in Linz) ist ein österreichischer Komponist.

## Leben
Wolfgang Nening erhielt während seiner Gymnasialzeit in den Jahren von 1982 bis 1986 Klavierunterricht bei Wilhelm Trübler sowie Unterricht in Musiktheorie und Komposition bei Gunter Waldeck am Brucknerkonservatorium des Landes Oberösterreich in Linz.
Im Anschluss daran absolvierte er bis zum Jahr 1992 ein Lehramtsstudium der Musikerziehung mit Schwerpunkt Komposition bei Heinz Kratochwil und Herbert Tachezi an der Universität für Musik und darstellende Kunst Wien und von 1989 bis 1992 ein Lehramtsstudium der Geschichte und Sozialkunde an der Universität Wien. Den Abschluss mit dem Grad Magister artium legte er im Jahr 1992 ebenda ab.
Seit 1989 ist Nening Mitglied des Vereins Music On Line. In den Jahren von 1990 bis 2013 war Nening Organist der evangelischen Pfarrgemeinde "Wien-Favoriten-Thomaskirche", seit 2014 Kirchenmusiker und Gospelchorleiter der evangelischen Pfarrgemeinde "Wien-Favoriten-Gnadenkirche". Parallel dazu hatte er eine Stelle als Vertragslehrer für Instrumentalunterricht in Amstetten an der Bildungsanstalt für Elementarpädagogik der Schulschwestern inne.
Wolfgang Nening ist seit 1992 mit Sabine Nening, geb. Fiala verheiratet und hat mit ihr zwei Kinder, Beate Magdalena (* 1995) und Daniel Johannes (* 1998). Seit dem Jahr 2002 ist Nening als Vertragslehrer für Musikerziehung, Instrumentalunterricht und Stimmbildung an der Bundesbildungsanstalt für Kindergartenpädagogik Wien-Josefstadt tätig.

„Ich bevorzuge eine Tonsprache, die vor allem aus meinem emotionalen Potential gespeist wird. Meine Wurzeln sehe ich absolut in der Tradition der abendländischen europäischen Musik, wobei ich aber versuche, nach allen Richtungen hin offen zu sein. Musik ist eine Herzensangelegenheit, die Menschen berühren soll.“

## Auszeichnungen
- 1989: Kompositionsstipendium des Amts der Oberösterreichischen Landesregierung[1][2]
- 1990: Anerkennungspreis des Bundeskanzleramts Österreich für Kunst und Kultur[1][2]
- 1993: Theodor Körner Fonds Förderungspreis[1][2]

## Werke (Auswahl)

### Ensemblemusik
- Erstes Streichquartett C-Dur – Quartett für zwei Violinen, Viola und Violoncello (1982)[4]
- Zweites Streichquartett a-moll – Quartett für zwei Violinen, Viola und Violoncello (1983)[4]
- 3 Augenblicke für Streichquartett – Quartett für zwei Violinen, Viola und Violoncello (1983/1991)[4]
- Allegro scherzoso – Trio für Flöte, Klarinette und Fagott (1984)[4]
- Sonata da camera – Trio für Altblockflöte, Oboe und Klavier (1984)[4]
- Dritte Missa brevis – Septett für zwei Flöten, zwei Klarinetten, zwei Trompete, Orgel und Streicher mit gemischtem Chor (1984/1985)[4]
- Trois images – 3 Grafiken für Flöte, Violoncello und Klavier (1985)[4]
- Glossen (1) – für Violoncello und Klavier (1986)[4]
- Glossen (2) – für Flöte und Gitarre (1986)[4]
- Drei Duette – Duo für Sopran und Alt (1987)[4]
- Ouverture – Oktett drei Trompeten, drei Posaunen, Tuba und Perkussion (1987)[4]
- Glossen (3) – Quartett für vier Saxophone (1987)[4]
- Glossen (4) – Quartett für Piccoloflöte, Bassklarinette, Kontrafagott und Klavier (1987)[4]
- Hälfte des Lebens – Duo für Orgel und Violoncello mit gemischtem Chor nach Texten von Friedrich Hölderlin (1987)[4]
- Divertimento – Trio für Klarinette, Bassklarinette und Trompete (1988)[4]
- Kanon – Septett für 7 Flöten oder 12 Violoncelli (1988)[4]
- Herbstlieder – Kantate nach Texten von Nikolaus Lenau (1989)[4]
- Sieben Bagatellen – Duo für Harfe und Gitarre (1989/2005–2006)[4]
- Die Liebe ist stark wie der Tod – (Hld 8,6-7) Duo für Mezzosopran und Klavier (1990)[4]
- Ein Lied – Duo für Oboe und Violoncello mit Solostimme Bariton nach Texten von Else Lasker-Schüler (1991)[4]
- Trio – für Violine, Viola und Violoncello (1993)[4]
- Andante con variazioni – Duo für Violoncello und Akkordeon (1995)[4]
- 4 Lieder nach Texten von Georg Trakl – für eine tiefe Stimme und Streichquartett (1996)[4]
- Über den Tod – Kantate (1996–1997)[4]
- Agnus Dei – Quartett für zwei Oboen, Orgel und Streicher mit gemischtem Chor (1997)[4]
- Choral mit Variationen – für Gitarrenquartett (1998)[4]
- O Heiland, reiß die Himmel auf! – Motette für Trompete, Orgel und Violine mit gemischtem Chor (2000)[4]
- Psalm 146 nach der Übersetzung Martin Luthers – für Altstimme, Flöte, Violine, Violoncello und Orgelpositiv (2000)[4]
- Scherzo und Epilog – Duo für Klavier und Violoncello (2001)[4]
- Bühnenmusik zum Kinderbuch „Michl und Herr Bert“ – Trio für Piccoloflöte, Klarinette und Kontrabass (2001–2002)[4]
- 7 Lieder nach Gedichten von Dietlinde Heider – für Alt-Stimme, Schlagwerk, Streichquartett und Kontrabass (oder kleines Streichorchester) (2004)[4]
- Sechs Lieder nach Gedichten von Carol Ann Duffy – Quartett für Klarinette (in Es), Horn, Perkussion und Kontrabass mit Solostimme Alt (2005–2006)[4]
- Der Eckstein – kleine geistliche Kantate für Sopran, Oboe, Violine und Orgel (2006)[4]
- Vier Lieder nach Texten von Christine Busta – Duo für Klavier und Altstimme (2009–2010)[4]
- Eulenvogel – Duo für Klavier und mittlere Stimme (2010)[4]

### Solomusik
- Zwölf kleine Preludes – Solo für Klavier (1982)[4]
- Erste Sonatine G-Dur – Solo für Klavier (1982)[4]
- Zweite Sonatine a-moll – Solo für Klavier (1983)[4]
- Toccata – Solo für Klavier (1983/1984)[4]
- mutations – Solo für Altblockflöte (1984)[4]
- 3 Lieder nach Texten von Roland Leeb – Solo für Bass und Klavier (1997)[4]
- 2 Liebesgedichte nach Texten von Paula Ludwig – Solo für Alt und Klarinette in B (1988)[4]
- 5 Liebesgedichte nach Texten von Paula Ludwig – Solo für Sopran und Flöte (alternierend: Altflöte in G) (1988)[4]
- toccata per la guitarra – Solo für Gitarre (1989)[4]
- Unsinnsprüche – Vier Kanons für Solostimme(n) (2002)[4]
- Lebensabschnitte – Solo für eine Blockflötistin und Tänzer (1989)[4]
- Noch schleppte ich schwer – Solo für eine mittlere Stimme und Klavier nach Texten von Paula Ludwig (1990)[4]
- Drei Stücke – Solo für Klavier (1990)[4]
- Sophokles – Solo für Gitarre oder Klavier mit Solostimme Mezzosopran nach Texten von Friedrich Hölderlin (1991)[4]
- von der liebe – Solo für Klavier mit Solostimme Tenor, 7 Lieder nach Texten von Erich Fried (1992–1993)[4]
- 4 Lieder nach Texten von Paula Ludwig – Solo für Violoncello und Solostimme Tenor (1993–1994)[4]
- Rhapsodie – Solo für Violine (1993)[4]
- Vom Tod – 2 Klavierstücke für Klaviersolo (1995)[4]
- Ein Nachhall der Liturgie – Suite für Oboe solo (1995)[4]
- 4 Lieder nach Texten Österreichischer Autorinnen – für eine mittlere Stimme und Klavier (1997)[4]
- „Über den Herbst“ Sechs Lieder – für eine mittlere Stimme und Klavier (2000)[4]
- Requiem 2001 – Solo für Sopran (2001)[4]
- Über den Sommer – Solo für Klavier und mittlere Stimme (2002)[4]
- Jubilate Deo – Für Solostimme Sopran (2005)[4]

### Vokalmusik
- Träume – für 2 Sprech-Chöre nach Texten von Georg Trakl (1989–1990)[4]
- missa a quattro – für Männerchor (missa brevis Nr. 4) (1989)[4]
- Deutsches Magnificat – für Doppelchor (auch in einer lateinischen Version) (1990)[4]
- Psalm 2 – für gemischten Chor (1991)[4]
- Psalmen – für gemischten Chor (1991)[4]
- Psalm 23 – für gemischten Chor (1991)[4]
- 2 kleine Motetten – für dreistimmigen gemischten Chor (1992–1993)[4]
- Sanctus und Benedictus – Vokaloktett für vier Tenöre und vier Bässe (1993)[4]
- Psalm 3 – Vokaloktett für vier Soprane und vier Alt (1993)[4]
- 6 Lieder nach Texten von Erich Fried – für eine höhere Stimme und Klavier (1996)[4]
- Tropfblut-Du – Kantate für Männerchor nach Texten von August Stramm (1997)[4]
- Psalm 42 – für gemischten Chor (1999)[4]
- Drei Trinklieder für Männerchor a.c. – nach Texten von Theodor Kramer (2001)[4]
- 3 Miniaturen nach Texten von Judith Pouget – für gemischten Chor (2010)[4]
- God is light – für Kammerchor (2012)[4]
- Fünf Kanons nach Texten von Samuel Beckett – für 3–5 gleiche Stimmen (2013)[4]